# Herbert Becker
Herbert Becker (Torgau, 13 maart 1887 - Gernlinden, 3 januari 1974) was een Duitse officier  en SS-Gruppenführer en Generalleutnant in de politie tijdens de Tweede Wereldoorlog. Hij was Befehlshaber der Ordnungspolizei (BdO) in Krakau en Inspekteur der Ordnungspolizei (IdO) in Hamburg.

## Leven
Op 13 maart 1887 werd Herbert Becker geboren in Torgau. Becker ging in zijn geboorteplaats naar de lagere school en het gymnasium. Na zijn schoolgang behaalde hij in maart 1906 zijn Abitur. Hierna koos hij voor een carrière als beroepssoldaat, en werd in Celle gestationeerd. Becker werd als Fahnenjunker (aspirant-officier) geplaatst in het Niedersächsisches Feldartillerie-Regiment Nr. 46 van het Pruisische leger. In 1907 werd hij bevorderd tot Leutnant (Tweede luitenant) en werd hij overgeplaatst naar het Feldartillerie-Regiment "Hochmeisters" Nr 72.

### Eerste Wereldoorlog
Vanaf augustus 1914 nam Becker deel aan de Eerste Wereldoorlog. Op 18 oktober 1914 werd hij bevorderd tot Oberleutnant (Eerste luitenant). Hij raakte in juli 1915 gewond, en werd geplaatst bij het Reserve-Feld-Artillerie Regiment Nr. 16, hier diende Becker tot 1918. Bij deze eenheid werd hij als bataljonscommandant en als divisieadjudant ingezet. Op 18 oktober 1915 werd hij bevorderd tot Hauptmann (Kapitein). Na zijn bevordering werd Becker teruggeplaatst naar het Feldartillerie-Regiment "Hochmeisters" Nr 72. Vervolgens voerde hij het commando over de 3e batterij van het Leichten Artillerie Regiment 4. Op 31 oktober 1919 nam Becker ontslag uit de actieve dienst, en ging met het Charakter (titel) van een Major (Majoor) weg uit het leger.

### Interbellum
Op 1 november 1919 trad Becker in dienst van de Pruisische Sicherheitspolizei (later gewijzigd Schutzpolizei), en werd als Polizeihauptmann (Kapitein in de politie) in Marienwerder, Hannover, Münster, Potsdam, Berlijn, Spandau en Bonn gestationeerd. Op 20 juni 1921 werd hij bevorderd tot Polizeimajor (Majoor in de politie) en werd in de administratie van de Essense politie ingezet.
Na de overname van de macht door de nationaalsocialisten werd Becker op 1 mei 1933 lid van de NSDAP. Op 12 juni 1935 werd hij benoemd tot Kommandeur der Schutzpolizei in Recklinghausen. Tijdens zijn dienst als commandant, werd Becker op 1 oktober 1935 bevorderd tot Oberstleutnant der Schutzpolizei (Luitenant-kolonel). Enige tijd later werd hij ook bevorderd tot Oberst der Schutzpolizei (Kolonel). Op 15 juni 1939 werd Becker als Inspekteur der Ordnungspolizei (IdO) te werk gesteld bij de Oberpräsident van Westfalen. Van 15 september 1936 tot 15 juni 1939 was Becker Inspekteur der Ordnungspolizei (IdO) in het Wehrkreis VI met zijn hoofdkwartier in Münster. Na de Anschluss van Oostenrijk, leidde hij vanaf 19 maart 1938 de Polizeimarschgruppe IV (marsgroepen) in Graz en Wenen. Van 15 april 1938 tot 12 juni 1939 was Becker commandant van de Schutzpolizei in Wenen. Hij werd opgevolgd door de Oberst der Schutzpolizei Karl Retzlaff.
Op 9 november 1938 werd Becker lid van de Schutzstaffel (SS). Hij werd meteen als SS-Mann ingeschaald, en nog dezelfde dag bevorderd tot SS-Standartenführer (Kolonel). Hij werd toegevoegd aan de staf van de SS-Oberabschnitte Donau.

### Tweede Wereldoorlog
Vanaf 12 juni 1939 tot 9 november 1939 was Becker als inspecteur in de Ordnungspolizei toegevoegd aan de staatssecretaris voor veiligheidszaken in Wenen.
Na het begin van de Tweede Wereldoorlog was hij Befehlshaber der Ordnungspolizei (BdO) in het militaire district Łódź. Deze functie werd later omgezet in BdO Krakau. Voor een korte periode werd Becker benoemd tot commandant van Polizeigruppe 2 (2e politiegroep) en BdO, toegevoegd aan het 10. Armee (10e Leger). Op 20 april 1939 werd Becker bevorderd tot SS-Oberführer en Charakter van een Generalmajor der Polizei. Van 25 oktober 1939 tot 31 oktober 1940 was hij Befehlshaber der Ordnungspolizei in Krakau. Zijn opvolger was Emil Höring. Tijdens zijn tijd als BdO in Krakau werd hij bevorderd tot SS-Brigadeführer (Brigadegeneraal) en was hij vanaf 9 november 1939 al tot effectief Generalmajor der Polizei bevorderd. Op 31 oktober 1940 werd hij benoemd tot inspecteur van de Ordnungspolizei in Hamburg. Hij volgde SS-Oberführer Rudolf Querner op. Hierna volgde zijn toevoeging aan de staf van de SS-Oberabschnitte Nordsee. Op 17 februari 1942 werd Becker bevorderd met het Charakter (Eretitel) van een Generalleutnant der Polizei. Op 1 mei 1942 werd hij overgeplaatst naar het Generaal-gouvernement, en werd benoemd tot Befehlshaber der Ordnungspolizei in Krakau. Hierna werd hij weer teruggeplaatst in het Hauptamt Ordnungspolizei, en werd benoemd tot Generalinspekteur der Schutzpolizei des Reiches (vrije vertaling: inspecteur-generaal van de Schutzpolizei van het Rijk).
Op 1 april 1944 ging Becker uit de Ordnungspolizei met pensioen (en werd later weer gereactiveerd als Generalleutnant a.W.).
In de laatste fase van de Tweede Wereldoorlog werd Becker door Himmler nog benoemd tot Beauftragter der Reichsführer-SS in Reichsinspektion der Zivil Luftkriegsmassnahmen (vrije vertaling: Gevolmachtigde van de Reichsführer-SS voor de Rijksinspectie van Burger Luchtbeschermingsmaatregelen). Op 5 mei 1945 werd Becker krijgsgevangen gemaakt door de Amerikanen.
Over het verdere verloop van zijn leven is niets bekend. Op 3 januari 1974 stierf Becker in Gernlinden.

## Familie[5]
Op 18 mei 1932 trouwde Becker met Ellen Füssmann (geboren 11 oktober 1907 in Borkum). Schulz vermeldt: 16 mei 1932 als trouwdag. Het echtpaar had geen kinderen.

## Carrière
Becker bekleedde verschillende rangen in zowel de politie als Allgemeine-SS. De volgende tabel laat zien dat de bevorderingen niet synchroon liepen.
| Datum                                  | Pruisische leger                 | Politie                                                                                | Allgemeine-SS                              |
| -------------------------------------- | -------------------------------- | -------------------------------------------------------------------------------------- | ------------------------------------------ |
| 9 maart 1906                           | Fahnenjunker (aspirant-officier) | —                                                                                      | —                                          |
| 1907 (met Patent van 14 februari 1906) | Leutnant                         | —                                                                                      | —                                          |
| 18 oktober 1914                        | Oberleutnant                     | —                                                                                      | —                                          |
| 18 oktober 1915                        | Hauptmann                        | —                                                                                      | —                                          |
| 31 oktober 1919                        | Charakter als Major a.D.         | —                                                                                      | —                                          |
| 1 november 1919                        | —                                | PolizeiHauptmann                                                                       | —                                          |
| 20 juni 1921                           | —                                | Polizeimajor                                                                           | —                                          |
| 1 oktober 1935                         | —                                | Oberstleutnant der Schutzpolizei                                                       | —                                          |
| 1 juni 1936                            | —                                | Oberst der Schutzpolizei                                                               | —                                          |
| 9 november 1938                        | —                                | —                                                                                      | SS-Mann                                    |
| 9 november 1938                        | —                                | —                                                                                      | SS-Standartenführer                        |
| 20 april 1939                          | —                                | —                                                                                      | SS-Oberführer (Patent vanaf 20 april 1934) |
| 20 april 1939                          | —                                | Charakter als Generalmajor der Polizei                                                 | —                                          |
| 1 november 1939                        | —                                | Generalmajor der Polizei (met RDA vanaf 9 november 1939)                               | —                                          |
| 20 april 1940                          | —                                | —                                                                                      | SS-Brigadeführer                           |
| 17 februari 1942                       | —                                | Charakter als Generalleutnant der Polizei (RDA vanaf 30 januari 1942)                  | —                                          |
| 20 april 1942                          | —                                | Generalleutnant der Polizei (met ingang vanaf 1 april 1942 en RDA vanaf 20 april 1942) | SS-Gruppenführer                           |
| 1 april 1944                           | —                                | Generalleutnant der Polizei a.D.                                                       | —                                          |

## Lidmaatschapsnummers
- NSDAP-nr.: 3144750[8][11] (lid geworden 1 mei 1933[8][4])
- SS-nr.: 310477[8][11] (aanvraag tot toetreding augustus 1938[4], lid geworden 9 november 1938[8][4])

## Onderscheidingen
Selectie:
- IJzeren Kruis 1914, 1e Klasse[1][3][7][11] en 2e Klasse[1][3][7]
- Gewondeninsigne 1918 in zilver[7] in 1918[1][3][11]
- Ehrendegen des Reichsführers-SS[7] op 15 juni 1939[1][11]
- SS-Ehrenring[1][7][11]
- Dienstonderscheiding van de Politie[7] in goud[1][3]
- Ereteken voor Duitse Volkshulp, 2e Klasse op 20 april 1940[1][3][4]
- Ereteken van de Luchtbescherming, 2e Klasse[4] op 30 maart 1940[1][3][4]
- Erekruis voor Frontstrijders in de Wereldoorlog[7] in 1934[1][3]